# 29-я воздушная армия (СССР)
29-я воздушная армия (29 ВА) — оперативное формирование (объединение, воздушная армия) Фронтовой авиации, предназначенное для решения боевых задач (ведения боевых действий) во взаимодействии (в совместных операциях) с другими видами Вооружённых Сил СССР, а также проведения самостоятельных воздушных операций.

## История армии
29-я воздушная армия сформирована 20 февраля 1949 года переформированием 10-й воздушный армии на основании Директивы Генерального штаба ВС СССР от 10.01.1949 г.

### Дислокация
С 20 февраля 1949 года штаб армии дислоцировался в городе Хабаровск.

### Реформирование
В связи с реформами 1 апреля 1957 года 29-я воздушная армия объединена с 54-й воздушной армией и вошла в состав 1-й Краснознамённой воздушной армии.

## Состав
| - управление армии, штаб — Хабаровск; - 2-й смешанный авиационный корпус - 32-я истребительная авиационная дивизия - 190-я истребительная авиационная дивизия - 6-й бомбардировочный авиационный корпус - 326-я бомбардировочная авиационная Тарнопольская ордена Кутузова дивизия - 334-я бомбардировочная авиационная Ленинградская Краснознаменная ордена Суворова дивизия - 17-й смешанный авиационный корпус - 29-я истребительная авиационная дивизия - 255-я смешанная авиационная дивизия - 18-й смешанный авиационный корпус - 83-я бомбардировочная авиационная дивизия - 96-я штурмовая авиационная дивизия - 128-я смешанная авиационная дивизия - и другие формирования, служб: связи, охраны, аэродромные и так далее. |

| - управление армии, штаб — Хабаровск; - 2-й смешанный авиационный корпус - 32-я истребительная авиационная дивизия - 254-я истребительная авиационная дивизия - 53-й смешанный авиационный корпус - 222-я истребительная авиационная дивизия - 159-я штурмовая авиационная дивизия - 243-я бомбардировочная авиационная дивизия - 76-й бомбардировочный авиационный корпус - 52-я бомбардировочная авиационная дивизия - 162-я бомбардировочная авиационная дивизия - 95-я смешанная авиационная дивизия - 110-я смешанная авиационная дивизия - и другие формирования, служб: связи, охраны, аэродромные и так далее. |

| - управление армии, штаб — Хабаровск; - 53-й смешанный авиационный корпус - 222-я истребительная авиационная дивизия - 159-я штурмовая авиационная дивизия - 243-я бомбардировочная авиационная дивизия - 76-й бомбардировочный авиационный корпус - 52-я бомбардировочная авиационная дивизия - 162-я бомбардировочная авиационная дивизия - 163-я бомбардировочная авиационная дивизия - 254-я истребительная авиационная дивизия - 110-я смешанная авиационная дивизия - и другие формирования, служб: связи, охраны, аэродромные и так далее. |

## В составе
| Округ                         | Период                  | Примечание                         |
| ----------------------------- | ----------------------- | ---------------------------------- |
| Дальневосточный военный округ | 20.02.1949 — 01.04.1957 | объединена с 54-й воздушной армией |

## Командующие
- генерал-лейтенант авиации Кондратюк Даниил Фёдорович, период нахождения в должности 04.1949 — 12.1949 г[2].
- Генерал-майор авиации Белоконь Сергей Ефимович, период нахождения в должности 12.1949 — 10.1954 г[2].
- Генерал-майор авиации Подольский Алексей Ильич, период нахождения в должности 10.1954 — 01.1957 г[2].
- Генерал-майор авиации Концевой Григорий Степанович, период нахождения в должности 01.1957 — 04.1957 г[2].